# Горнувек (Мазовецкое воеводство)
Горну́век (пол. Hornówek) — село в Польше в сельской гмине Изабелин Западно-Варшавского повета Мазовецкого воеводства.
Село располагается в непосредственной близости от Кампиносской пущи в 2 км от административного центра сельской гмины Изабелин, в 8 км от административного центра повета города Ожарув-Мазовецкий и в 16 км от административного центра воеводства города Варшава. Село связано с Изабелиным варшавским автобусом № 708.
Село было образовано во второй половине XIX века. Название села происходит от фамилии его первого владельца Горновского. В начале XX века в селе насчитывалось 30 крестьянских хозяйств. В это время жители в основном занимались выращиванием крупного рогатого скота.
В 1975—1998 годах село входило в состав Варшавского воеводства.

## Достопримечательности

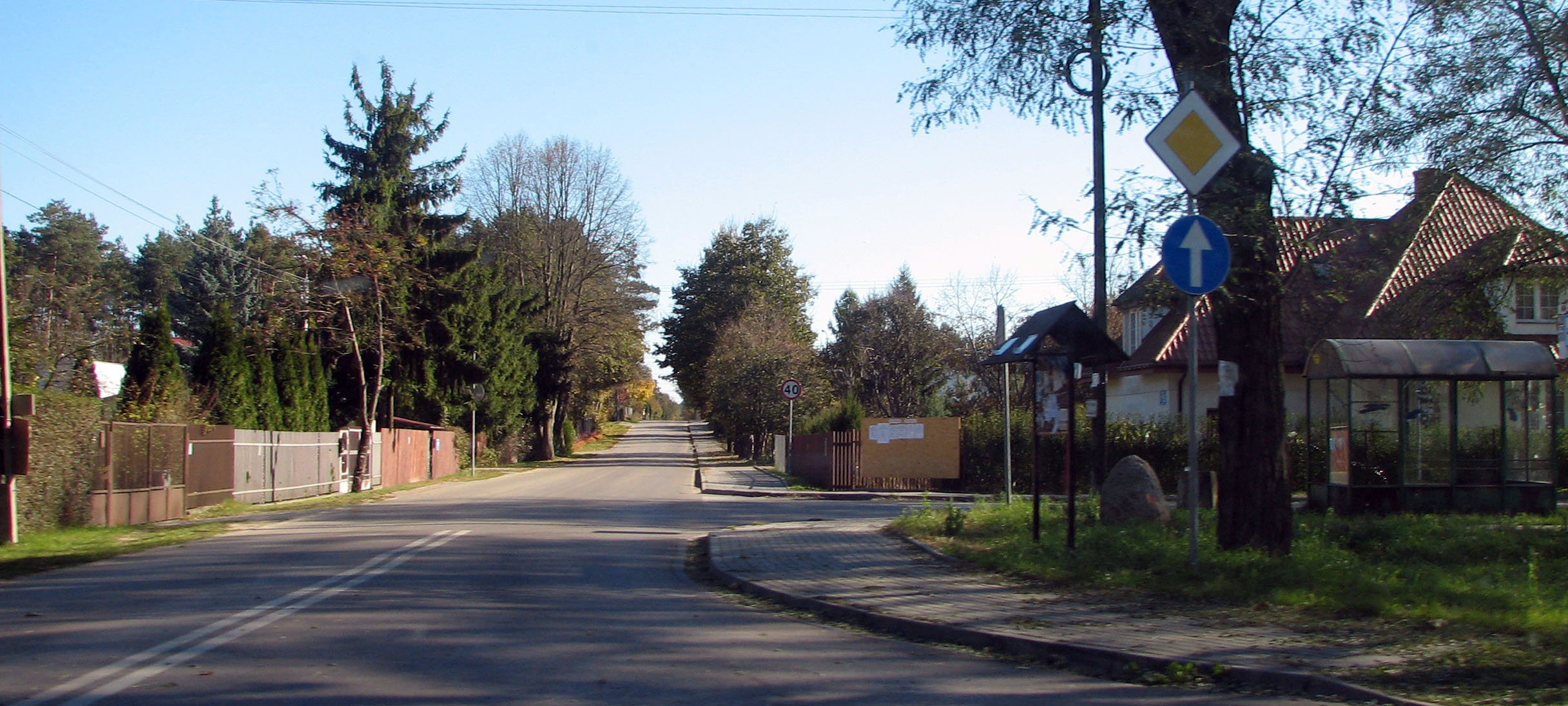
Вид села

- В центре села находится могилы семьи, которая была расстреляна гитлеровцами за укрывание евреев.